# Lake Nebagamon
Lake Nebagamon is een plaats (village) in de Amerikaanse staat Wisconsin, en valt bestuurlijk gezien onder Douglas County.

## Demografie
Bij de volkstelling in 2000 werd het aantal inwoners vastgesteld op 1015. In 2006 is het aantal inwoners door het United States Census Bureau geschat op 1037, een stijging van 22 (2,2%).

## Geografie
Volgens het United States Census Bureau beslaat de plaats een oppervlakte van 37,2 km², waarvan 32,8 km² land en 4,4 km² water. Lake Nebagamon ligt op ongeveer 351 m boven zeeniveau.

## Plaatsen in de nabije omgeving
De onderstaande figuur toont nabijgelegen plaatsen in een straal van 36 km rond Lake Nebagamon.